# 샬럿 OC
샬럿 OC(Charlotte OC)는 잉글랜드의 싱어송라이터이다.

## 음반 목록
- For Kenny (2011)
- Careless People (2017)
- Here Comes Trouble (2021)